# Хилько, Фёдор Васильевич
Фёдор Васильевич Хилько (1 января 1915, с. Гурьевка (ныне Новоодесского района Николаевской области Украины) — 1985, г. Николаев, УССР) — судостроитель, передовик производства, бригадир слесарей-монтажников судостроительного завода имени И. И. Носенко Херсонского совнархоза. Герой Социалистического Труда (1960). Почётный гражданин г. Николаев.

## Биография
После окончания в 1932 году школы ФЗУ, стал работать слесарем-судостроителем на заводе им. А. Марти (ныне Черноморский судостроительный завод).
Участник Великой Отечественной войны. Принимал участие в обороне Одессы (1941) и Севастополя (1941—1942), в героическом переходе ледокола «Анастас Микоян» из Батуми в Анадырь во время Великой Отечественной войны.
С 1948 возглавлял бригаду слесарей-монтажников на судостроительном заводе имени И. И. Носенко. Бригада монтировала двигатели для китобойной базы «Советская Украина» и «Советская Россия».